# El Rosario (Sinaloa)
El Rosario is een stadje in de Mexicaanse deelstaat Sinaloa. El Rosario heeft 25.310 inwoners (census 2005) en is de hoofdplaats van de gemeente Rosario.
El Rosario werd gesticht in 1655 en was in de koloniale periode een belangrijk mijnbouwcentrum. In het verleden was het dankzij de rijkdom aan zilver de rijkste stad van Mexico, wat onder andere tot uiting komt in het kerkaltaar.
El Rosario is de geboorteplaats van zangeres Lola Beltrán. Jules Vernes novelle De eeuwige Adam speelt zich voor een deel af in El Rosario.